# 아키나가하마역
아키나가하마역(일본어: 安芸長浜駅)은 일본 히로시마현 다케하라시에 위치한 서일본 여객철도 구레선의 철도역이다. 단선 승강장 1면 1선의 구조를 갖춘 지상역이다.

## 역 주변
- 국도 제185호선
- 다케하라 화력 발전소

## 역사
- 1994년 10월 1일 : 구레 선의 다다노우미 - 오노리 간에 신설 개업. 나가하마 역과의 구별로부터 아키가 붙음.
- 2006년 3월 18일 : 임시 쾌속 '세토나이카이 마린 뷰'의 정차역이 되다.
- 2007년
  - 8월 : ICOCA 전용 개찰기를 설치.
  - 9월 1일 : ICOCA 도입.
- 2010년
  - 7월 24일 : 장마 전선 영향에 의해 호우로 구레 선 내에 복수의 토사 붕괴가 발생해, 당 역 영업중지.
  - 7월 30일 : 영업 재개.

## 인접 역
| 서일본 여객철도 구레선 | 서일본 여객철도 구레선 | 서일본 여객철도 구레선            |
| ---------------------- | ---------------------- | --------------------------------- |
| 다다노우미 미하라 방면 | ■ 게이비 선            | 오노리 가이타이치 · 히로시마 방면 |